# Bartosz Rudyk
Bartosz Rudyk, né le 18 septembre 1998 à Wrocław, est un coureur cycliste polonais. Il participe à des épreuves sur route et sur piste. 

## Biographie
Depuis 2016, Bartosz Rudyk est actif dans le cyclisme international, notamment sur piste. Son grand frère Mateusz est également un coureur sur piste, mais spécialiste des épreuves de vitesse. 
Lors des championnats d'Europe sur piste juniors de 2016 (moins de 19 ans), il est médaillé d'argent dans la poursuite par équipes avec le quatuor polonais. L'année suivante, le quatuor prend la troisième place aux championnats d'Europe espoirs (moins de 23 ans). En 2018, il devient champion de Pologne de course à l'américaine chez les espoirs avec Dawid Migas. En 2020, il devient champion d'Europe du scratch espoirs et obtient une médaille de bronze sur la course à l'américaine avec Filip Prokopyszyn.
Depuis la saison 2020, Rudyk est membre de diverses équipes continentales UCI, avec lesquelles il participe de plus en plus à des courses sur route. Il remporte ses premiers succès internationaux lors de la saison 2023 avec une victoire au Puchar Ministra Obrony Narodowej et deux victoires d'étape sur Dookoła Mazowsza et Belgrade-Banja Luka. En 2024, il obtient une victoire d'étape du Tour de Grèce. En remportant le Grand Prix Apollon Temple en 2025, il décroche la toute première victoire pour sa nouvelle équipe Monogo Lubelskie Perła Polski.

## Palmarès sur route

### Par année
- 2016
  - 4e étape de la Coupe du Président de la Ville de Grudziądz
- 2019
  - Mémorial Manuel Sanroma :
    - Classement général
    - 1re et 2e étapes
- 2020
  - Memoriał Józefa Grundmana
  - Grand Prix Doliny Baryczy Zmigrod
  - Mémorial Stanisława Szozdy
- 2021
  - Memoriał Józefa Grundmana
- 2023
  - 1re étape de Belgrade-Banja Luka
  - 4e étape du Dookoła Mazowsza
  - Puchar Ministra Obrony Narodowej
  - 2e du Dookoła Mazowsza
  - 3e de Belgrade-Banja Luka
- 2024
  - 6e étape du Tour de Grèce
  - 2e étape du Dookoła Mazowsza
  - 2e du championnat de Pologne sur route
  - 3e du Dookoła Mazowsza
- 2025
  - Grand Prix Apollon Temple

### Classements mondiaux
| Année                                 | 2020  | 2021  | 2022  | 2023 |
| ------------------------------------- | ----- | ----- | ----- | ---- |
| Classement mondial                    | 1423e | 1270e | 1175e | 652e |
| UCI Europe Tour                       | 1070e | 912e  | 820e  | nc   |
|                                       |       |       |       |      |
| Légende : nc = non classéSource : UCI |       |       |       |      |

## Palmarès sur piste

### Championnats du monde
- Apeldoorn 2018
  - 19e de la poursuite individuelle[1]
- Pruszków 2019
  - 7e de la poursuite par équipe[2]

### Championnats d'Europe
| Édition / Épreuve                 | Poursuite par équipes | Américaine | Course scratch | Poursuite individuelle |
| Montichiari 2016 (juniors)        | Argent                |            |                |                        |
| Anadia 2017 (espoirs)             | Bronze                |            |                |                        |
| Fiorenzuola d'Arda 2020 (espoirs) |                       | Bronze     | Or             |                        |
| Munich 2022                       | 7e                    |            | Bronze         |                        |
| Granges 2023                      | 8e                    |            |                | 12e                    |

### Championnats de Pologne
- 2017
  - 2e de la poursuite
  - 3e de l'américaine
- 2018
  - 2e de la poursuite par équipes
  - 2e de l'américaine
- 2019
  -  Champion de Pologne de poursuite par équipes (avec Adrian Tekliński, Dawid Migas et Łukasz Michalski)
  -  Champion de Pologne de l'américaine espoirs (avec Dawid Migas)
  - 2e de la poursuite par équipes espoirs
  - 3e de l'omnium espoirs
- 2021
  -  Champion de Pologne de poursuite
  - 2e du scratch